# صلبیه

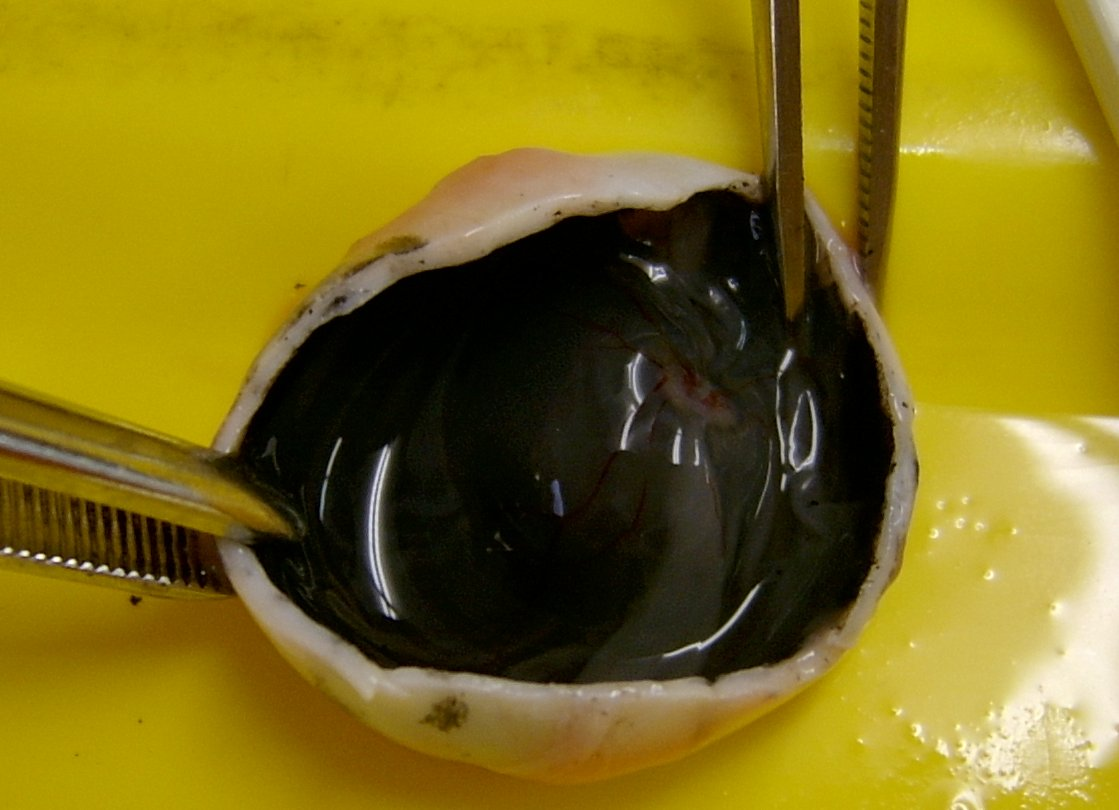
صلبیه چشم خوک

(۳)عنبیه (۴)مردمک (۵)قرنیه (۶)زلالیه (۷)ماهیچه‌های مژکی (۹)عدسی (۱۰)زجاجیه (۱۱)لکهٔ زرد (۱۲)مویرگ‌های خونی (۱۳)عصب بینایی (۱۴)نقطهٔ کور (۱۶)صلبیه (۱۷)مشیمیه (۱۸)شبکیه

صُلبیه (به انگلیسی: Sclera) یا سفیدی چشم، پرده‌ای سفید و کدر در چشم است که از الیاف محکم ساخته شده و بخش اعظم کره چشم را دربر گرفته‌است. این بخش از چشم اثر مستقیمی در فرایند بینایی ندارد و در واقع همانند یک دیواره از اجزای درونی چشم محافظت می‌کند. رنگ صلبیه ممکن است در افراد مختلف متفاوت باشد.
صلبیه در امتداد قرنیه است و تا پشت چشم و تا عصب بینایی ادامه می‌یابد. در واقع صلبیه بافت نسبتاً محکمی است که دور تا دور کره چشم به جز قرنیه را می‌پوشاند. صلبیه تقریباً چهارپنجم مساحت کرهٔ چشم را می‌پوشاند. این پوشش در یک ششم قدامی چشم شفاف است و تبدیل به قرنیه می‌شود. واژه صلبیه (سَختینه) به معنی سفت و سخت است. ریشه نام عربی آن یعنی «صلبة» به گفته حُنَیْن بن اسحاق به دلیل استواری و سفت بودن آن است که در کتاب «المسائل فی العین» و کتاب «ده ماده» شرح داده‌است
از بافت صلبیه انسانی در درمان بیماری‌های مختلف چشمی به صورت پوشش کاشت‌های چشم‌خانه‌ای (ایمپلنت‌های اوربیت) پس از تخلیه چشم و پیوند صلبیه در آسیب‌های صلبیه، بازسازی بلب، جراحی فیلترینگ و پوشش وسایل زهکش (درناژکننده) در جراحی آب‌سیاه استفاده می‌شود.

## کالبدشناسی
صلبیه لایه‌ای محکم و سفیدرنگ از بافت پیوندی است و تقریباً چهارپنجم مساحت کرهٔ چشم را می‌پوشاند. این لایه قطری بین ۱ تا ۲ میلی‌متر دارد و سفیدی چشم انسان را تشکیل می‌دهد (رنگ صلبیه در جانداران مختلف ممکن است متفاوت باشد). بافت محکم صلبیه فشار داخل چشم را نگاه می‌دارد و چشم را از ضربات احتمالی حفظ می‌کند. این پوشش در جلوی چشم شفاف است و قرنیه نام دارد. لامینا فوسکا، داخلی‌ترین منطقه ساخته شده از الیاف الاستیک است.
صلبیه مانند دیواره‌ای دورتادور کره چشم را می‌پوشاند و در امتداد قرنیه قرار دارد. صلبیه توسط ملتحمه پوشانده می‌شود، یک غشای مخاطی شفاف که باعث راحتی حرکات چشم می‌شود. در ناحیه اطراف صلبیه، عصب بینایی ضخیم‌تر است. صلبیه از سه قسمت تشکیل شده‌است: روسَختینه (اپی‌اسکلرا)، بافت پیوندی نازکی (بافت نازک‌بین ملتحمه و صلبیه) که دقیقاً در زیر ملتحمه قرار گرفته‌است.
صلبیه و مشیمیه به عنوان لایه‌های بیرونی و میانی چشم از مزانشیم اطراف جام بینایی منشأ می‌گیرند که در تکامل آن یاخته‌های ستیغ عصبی نقش ارزنده‌ای ایفا می‌کنند.

## بیماری‌ها
رنگ صلبیه سفید و کمی متمایل به رنگ آبی است که در برخی از افراد با پوست تیره، ممکن است کمی تیره‌تر باشد. این وضعیت تنها به دلیل افزایش رنگدانه رخ می‌دهد و معمولاً نگران‌کننده نخواهد بود. اما زمانی که افراد این لکه‌های قهوه‌ای را در عنبیه چشم یا به ویژه روی صلبیه می‌بینند، اغلب نگران می‌شوند.‎
شماری از ناهنجاری‌ها یا بیماری‌های مربوط به صلبیه، برخی ژنتیکی هستند که شامل موارد زیر می‌شوند:
- ملانوز: رسوبات اضافی ملانین (رنگ‌دانه) در سطح صلبیه که می‌تواند ملتهب و ناراحت‌کننده باشد.
- کولوبومای سختینه‌ای (اسکلرال): بافت ازدست‌رفته که منجر به بریدگی و برجستگی صلبیه (ضایعات) می‌شود.
- اکتازی صلبیه: نازک شدن و برآمدگی صلبیه

اکنون لنزهای چشمی مطابق آخرین پیشرفت‌های علمی ساخته شده‌است که برای معالجه مبتلایان به اکتازی صلبیه داخل آن‌ها را داخل چشم کار می‌گذارند. ناهنجاری‌های شناخته شده صلبیه شامل موارد زیر می‌باشند:
اکتازی که می‌تواند در اثر ضربه یا التهاب ایجاد شود.
اپی‌اسکلریت (التهاب روسختنیه): حساسیت شدید که می‌تواند درونی یا بیرونی باشد، این عارضه باعث گشادی رگ‌های خونی این ناحیه شده و همچنین می‌تواند روی قرنیه تأثیر بگذارد.
گاهی وقت‌ها سفیدی چشم به رنگ زرد درمی‌آید. این تغییر رنگ می‌تواند علل مختلفی داشته باشد، از جمله افزایش ماده‌ای به نام بیلی‌روبین در خون. بیلی‌روبین یکی از رنگدانه‌های صفراوی است که از تجزیه هموگلوبین حاصل می‌شود. یک صلبیه‌شناس می‌داند رگ طبیعی چه شکلی است و هر گونه تغییر در اندازه رگ می‌تواند نشان‌دهنده فشار خون، خطر سکته مغزی، ایجاد پلاک در سرخرگ‌ها یا تصلب شریان باشد.

## نگارخانه

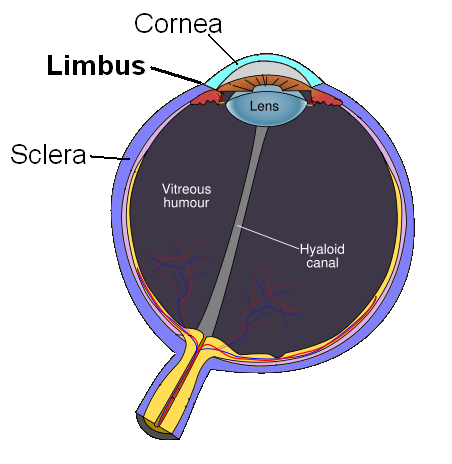
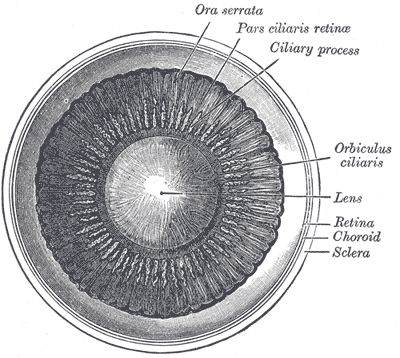
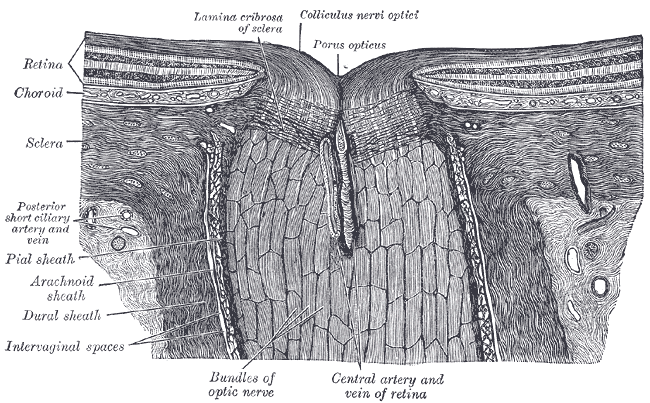
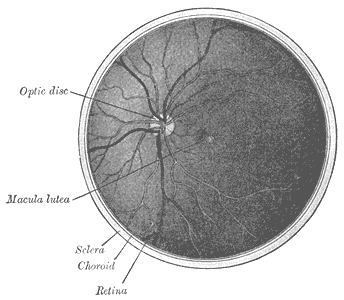